# Forever (telenovela)
Forever (Para siempre en español) es una telenovela mexicana-estadounidense producida por Fox Broadcasting Company y Televisa, guion original del chileno Arturo Moya Grau y adaptado por el guionista mexicano Carlos Sotomayor. Es la versión en inglés de la telenovela chilena La Madrastra.

## Elenco
- Maria Mayenzet .... Susan O'Connor
- Mark Schneider .... Michael Vincent
- Cheryl McWilliams .... Rose Vincent
- Julie Garfield .... Justine Vincent
- Christie Lynn Smith .... Erin Vincent
- Robert Tossberg .... Matthew Vincent
- Jan Schweiterman .... Mark Vincent
- Rochelle Swanson .... Cynthia Shaw
- Cary Brayboy .... Peter McClelland
- Deprise Brescia .... Angela Ivanovich
- James Richer .... Stephan Kerensky
- Ron Gilbert .... Willy Kerensky
- Bobbi Jo Lathan .... Helen Hamilton
- Guy Christopher .... D.A. Hamilton
- Bethany Bassler .... Karen Hamilton
- Scott Denny .... Stuart Hamilton
- Adriana Roel .... Eulalia
- Eduardo Noriega .... Stanley Koster
- Jacqueline Voltaire .... Margaret Buchanan
- Luis Lemus .... Keith O'Connell
- Lisbeth Chris .... Maureen O'Connell
- Dave Galasso ....	John Albright
- Alberto Lomnitz .... Roberto Guzmán
- Anita Sax .... Reportera de noticias

## Versiones
- La madrastra (1981), telenovela producida por Canal 13 (Chile), la primera versión y original, protagonizada por Jael Ünger y Walter Kliche.
- Vivir un poco (1985), telenovela producida por Televisa y protagonizada por Angélica Aragón y Rogelio Guerra.
- Para toda la vida (1996), telenovela producida por Televisa en coproducción con el canal chileno Mega de la mano de Lucero Suárez y protagonizada por Ofelia Medina y Ezequiel Lavanderos.
- La madrastra, telenovela producida por Salvador Mejía Alejandre para Televisa en 2005 y protagonizada por Victoria Ruffo y César Évora.
- ¿Quién Mató a Patricia Soler? (2014), telenovela colombiana coproducida por RTI Producciones para RCN Televisión, protagonizada por Itatí Cantoral y Miguel de Miguel.